# علی‌اکبر مهدی‌پور دهکردی
علی‌اکبر مهدی‌پور دهکردی (زادهٔ ۱۳۱۴ – درگذشتهٔ ۲۵ بهمن ۱۳۸۸) نوازندهٔ سرنا و کرنا، اهل شهرکرد بود. نوروزنامه، آهنگ تحویل سال، از آثار او است. این اثر برگرفته از موسیقی اقوام ایل بختیاری است.

## زندگی
علی‌اکبر مهدی‌پور دهکردی در سال ۱۳۱۴ در چهارمحال بختیاری شهر شهرکرد متولد شد. او از ۱۷ سالگی کار خود را در زمینه نوازندگی سازهای محلی استان چهار محال و بختیاری همچون کرنا، سرنا و کمانچه آغاز کرد و بعدها نوازنده معروف کرنا و سرنا در ایران شد.

## آثار
نوروزنامه یا همان موسیقی هنگام تحویل سال نو که هر ساله بسیاری از مردم ایران در پای سفره هفت‌سین نوای آن را می‌شنوند از آثار اوست. از دیگر آثار وی می‌توان به اجرای موسیقی سریال روزی روزگاری به کارگردانی امرالله احمدجو اشاره کرد.
علی اکبر مهدی‌پور دهکردی، نوازنده موسیقی مقامی و سنتی بختیاری بارها در جشنواره‌های موسیقی فجر ایران شرکت کرد. وی در کارنامه خود اجرای موسیقی محلی در کشورهایی چون آلمان، کانادا، فرانسه، قرقیزستان، ترکمنستان، مغولستان، دبی، ژاپن، ترکیه، کویت و هنگ کنگ را داراست.

## درگذشت
مهدی‌پور دهکردی در ۲۵ بهمن ۱۳۸۸ در سن ۷۴ سالگی درگذشت و در قطعه هنرمندان بهشت دومعصوم شهرکرد به خاک سپرده شد.